# Hergenfeld
Hergenfeld est une municipalité allemande située dans le land de Rhénanie-Palatinat et l'arrondissement de Bad Kreuznach. 

## Personnalités liées à la ville
- Lieu de naissance de Rebecca Theis, « fameuse étudiante cosmopolite »[réf. souhaitée].